# 能量戒指 (DC漫畫)
能量戒指（英語：Power ring）是DC漫畫中綠燈俠所使用的一種虛構武器。
它最早出現在《All-American Comics》＃16（1940年7月）。
創建者為作家Bill Finger和藝術家Martin Nodell。

## 綠燈軍團

### 能力
每位綠光戰警都使用一個「綠光能量戒指」來產生各式各樣的效果，純粹靠佩戴者的「意志力」與「想像力」的強度來維持，因此不會影響到主人。
燈獸：離子鯊
使用者的意志力越強，戒指的效能就越大，而能量戒指所能發揮的能力極限還是未知數，而且也不只一次被外界稱為是「宇宙中最強大的武器」。
有人說每種武器都有弱點，而對能量戒指而言，其弱點就是綠光戰警本身，但有些人反駁是能量戒指的力量本身就有其限制。
長年以來，只要是使用者想像得到的任何物體，戒指幾乎都有能力將它具現化出來。
能量戒指在多名使用者手中曾展現出以下效果（但不限定只有這些）：
- 建構出「綠色能量體」，可以從微觀到宏觀塑造出各種不同的複合物，端看使用者的想像力而定。

這能力可以用作於攻擊、防禦或者攫取物體等，如果有必要戒指也會自動產生，並遠端操控來因應緊急情況。
- - 力場建構（Force field generation），是一種防護罩，其強度取決於使用者的意志力，用來將穿戴者與像外太空這樣的嚴苛環境隔離開來，提供一個能讓使用者呼吸無虞的環境。

跟以前的版本不同，綠光戒指現在不自動保護穿戴者免於傷害，而是要有意識地執行才可以，依照以前的設定，當穿戴者失去意識時會自動產生力場保護。
- - 產生精神屏障（mental earplugs）來阻擋心電感應式的溝通與操控。
  - 從完全無害的多彩光輝到具有破壞力的等離子激光，可以放射出各種顏色與強度的光源與光束。
- 移動能力
  - 飛行，雖然能量消耗比較快，不過可以超光速飛行。
  - 藉由產生蟲洞並穿越，可以瞬間跨越整個星系。
  - 遠距離傳送物體。
  - 緊急情況下，戒指本身可以以超光速傳遞。
  - 時光旅行，但是需要數個能量戒指才能達成。
- 能量戒指能作為一部半自動電腦，藉由與歐亞之書（Book of Oa）連結可以存取裡面的資訊。

戒指亦擁有解決問題的相關技術，但無法自行做出決定或採取行動，必須有穿戴者的指令才能執行，如：
- - 幾乎能翻譯宇宙裡所有的語言，起初設定此功能需要使用意志力才能執行，不過近代已改為戒指本身能自動執行。
  - 戒指的使用者之間可以互相交談，不受距離限制。
  - 診斷功能，能讓使用者用X光看物體，以診斷疾病與辨識物質。
- 各種形式的精神力量
  - 心電感應（Telepathy）。
  - 催眠術（Hypnosis），包括投影對象腦中的計畫到結構圖上。
  - 產生並放射一定類型的輻射，包含仿造特定的波長像是氪石（kryptonite）。
  - 讓對象進入假死狀態，再將他們喚醒回來。
- 改變目標的物質形態以及穿戴者本身
  - 能使目標物及穿戴者「同相穿透」（phase through）固體障礙物。
  - 使目標物及穿戴者隱形。
  - 加速傷口癒合，能保護、治療來自病毒與細菌之侵襲，以及進行某些外科手術，例如讓肢體復合等，更高難度的醫療行為可能需要手工執行，而這受限於穿戴者對該醫療器材的了解程度，緊急情況下，穿戴者可以立即恢復已殘廢多年的四肢，因此有些已臥病多年的人能藉此自由行走彷彿其雙腳沒有萎縮一般。
  - 以硬光（hard-light），也就是由戒指產生的物質元素，構築出全像偽裝，環繞戒指佩戴者即可產生虛擬外型。
  - 佩戴者可以在「數位化」後進入戒指中，在那裡他們能近乎無限期地在自己建構的世界裡存活。
  - 緊急情況下，戒指可以修改對象的分子尺寸（包括收縮至原子大小）、演化階段（像是將人類回溯至猿猴層級）或篡改目標身體的特定區塊（如將閃電俠的上半身放大到足以使其跑不動的程度）。
  - 緊急情況下，戒指穿戴者能賦與無生命物體生命，並依照意志力行動。
  - 緊急情況下，能量戒指能製造一枚「無光戒指」（non-Lantern），一次能使用4小時（相對於一天24小時），且不需要強大意志力就能驅動其力量。
  - 緊急情況下，只要達成特定條件穿戴者就能藉由戒指產生多位分身，而每位分身都擁有與本尊相同的技能。
  - 在《綠光戰警：首次飛行》裡，Sinestro可以重新連結已死去罪犯的腦神經突觸，經由引導式對談來取得腦中的資訊。

### 限制
每位綠光戰警都擁有一枚能量戒指跟能將戒指充電的「能量提燈」（power lantern）。
只要使用者擁有足夠的意志力與精力，就可以根據想像將戒指中的能量變成實物、操控現實世界中的物體。
當戒指的能量用完時，戴上戒指並將手伸入能量提燈中即可補充能量。
能量戒指是「宇宙中最強大的武器」之一，具有相當大的危險性。
一開始出現時，他們需要每次充電24小時。
戒指通常會保留一小部分，成為動力場保護其持有者免受致命的傷害。
2006年的故事曾提及，長久以來「黃元素」之所以能使綠光戒指失去效力。
起因就在於其能感應戒指使用者內心的「恐懼」，面對並克服的人就能抵抗黃元素的影響。
但是這項技能需要大量的學習與訓練才有可能達成，也因此而成為一些綠光戰警的弱點，這也證實了黃元素對綠光戒指而言，是一個真實卻也是能克服的一項弱點。

### 誓言
In brightest day, In blackest night.
No evil shall escape my sight.
Let those who worship evil's might.
Beware my power,
Green Lantern's light!
- 在最光明的白晝，在最黑暗的夜晚，沒有罪惡能逃出我的法眼。那些崇尚邪惡勢力者，小心我的力量......綠光戰警之光！
- 極白之晝，極黑之夜，邪惡難逃我眼，並讓世間的惡與奸，畏懼我神光之力，綠光永不熄滅！
- ，黑夜茫茫，魑魅魍魎，無所遁藏。邪徒奸黨，懼吾神光，綠燈長明，萬世光芒！——《蝙蝠侠：英勇无畏》第十集

## 其他色光軍團
基於情感光譜，除了綠光軍團外，還有其他色光的軍團存在。
在歐亞之書的隱藏部分，載有關於光明與黑暗的夜晚戰爭的預言。
它預言在恐懼浮現（聖納托軍團戰爭的事件）後，其他幾種色光的軍團會崛起。
在竊聽到情緒的頻譜後，每個軍團被連接到一個特定的顏色，以及一個相對應的情感，由其中引出的能力。

### 紅
阿托希塔斯（Atrocitus）進到監獄行星後，偽造綠光戒指的第一個紅光能量電池為內臟供電，並告訴阿賓·蘇「極黑之夜」的預言。
紅光軍團首領為阿托希塔斯（Atrocitus）
燈獸：血屠牛

#### 能力
紅光能量來自於「憎恨」，並以憤怒發揮強大的力量，單論力量而言在光戒之中屬於上乘。
但佩戴者往往受戒指影響，作出憤怒殺戮等行為，甚至像野獸般陷入瘋狂。
戒指會不斷尋求主人的憤怒情感，使主人變得越來越殘暴。
紅光戒指取代了主人的心，紅光能量取代血液，能力發動時紅色血狀能量會從嘴吐出燃燒眼前的一切。
只有藍光能中和紅光的影響，同時也是唯一能在不殺害主人的情況下，取下戒指的方法。
在新52中，僅有一位使用者能像其他佩戴者一樣具現出武器來。
- 誓詞
With blood and rage of crimson red.
Ripped from a corpse so freshly dead.
Together with our hellish hate,
We'll burn you all...
That is your fate.

### 橙
橙光戒指的能量來自於「貪婪」。
不同於其他軍團，只有拉弗利茲（Larfleeze）是唯一活著持有橙光能量的人。
燈獸：欲蟒
雷克斯·路瑟曾經分享過這種力量（拉弗利茲的複製戒指），在《極黑之夜》裡哈爾·喬丹和凱爾·雷納曾經獲得橙光戒指。

#### 能力
能得取其他色光的能力，如飛行、投影，擁有強大的力量。
但副作用是像揮舞著橙光的拉弗利茲，變成有著貪得無厭的飢餓感，讓他不管吃了多少食物都無法滿足。
橙光最強的能力還能將殺死的人吸收到「橙光提燈」裡，並佔走他人的身分，並使役形同幽靈的受害者。
另外，象徵希望的藍光似乎可以消除他的貪婪。
- 誓詞：
What's mine is mine and mine and mine.
And mine and mine and mine!
Not yours!

### 黃
第一個獲得黃光戒指的赛尼斯托被放逐到反物質宇宙夸德星(Qward)中。
後來在一次機緣下，赛尼斯托得到兇器者們製作的的黃光戒指，因此他脫下了原本的綠光能量戒指，並戴上黃光戒指
。
之後，赛尼斯托便隨著黃光能量的武器大師們一同襲擊綠光軍團。
後來更和哈爾展開決戰而敗，之後戒指便被基格沃格破壞，而赛尼斯托也被囚禁起來。
在蓋·加德納被视差怪擊倒後，赛尼斯托穿著新的黃光戰衣，並撤退到反物質宇宙，之後歷經一年的時間打造了他的赛尼斯托軍團。
赛尼斯托軍團首領為赛尼斯托
燈獸：视差怪

#### 能力
能力與綠光能量相同，但能量來自於「恐懼」。
赛尼斯托軍團的成員，都是對別人灌輸巨大的恐懼來獲得力量。
而黃光戒指的能量耗盡後，想要補充就必須面對自己最大的恐懼。
黃光除了中央電池外，也有著像綠光戰警所使用的攜帶式提燈。
黃光能打亂紅光和藍光，而百烈煞即為黃光化身的生物。
-  誓詞：
In blackest day, in brightest night,
Beware your fears made into light.
Let those who try to stop what's right
Burn like my power Sinestro's might!
Arkillo(教官)版本:
In blackest day, in brightest night,
Beware your fears made into light.
Let those who try to stop what's right
Burn like my power Arkillo's might!

### 藍
聖納托軍團之戰結束後，宇宙守護者甘瑟（Ganthet）與塞德（Sayd）兩人被除名，之後便創造了第一枚藍光能量戒指。
藍光的行星是一顆如田園詩般繞著北極星的星球歐迪姆。
在藍光能量戒指的帶動下，會使佩戴者的心情平靜溫和，其能量來自「希望」。
使用者必須積極的發揮潛力，否則只能使用普通綠光戰警的戒指能力，因為希望需要有佩戴者堅定的意志力。
藍光軍團首領為聖行者
燈獸：耀室凰

#### 能力
在綠光提燈周圍，藍光能量戒指可供傷口恢復，也能消除紅光戒指的破壞效果跟防止橙光戒指的能量竊取，甚至還可排除黃光能量，使綠光戒指的效能變成雙倍。
但這項效果也可以對綠光戒指產生負面影響，如果接近藍光的中央動力電池充電過頭，會導致爆裂。
而藍光對橙光產生希望，也可抑制橙光的飢渴感、對紅光則可撫平其憤怒。
藍光戒指值得注意的能力，是掃描目標的心理和創造幻想的基礎希望。
藍光藉由給予其他生命希望，能夠避免要不斷充電的麻煩，同時還能進行令人印象深刻的壯舉，其中包含復甦垂死的太陽。
- 誓詞：
In fearful day, in raging night.
With strong hearts full our souls ignite.
When all seems lost in the war of light.
Look to the stars...
For hope burns bright!

### 靛
靛光能量象徵著「悲憫」。
靛光部落是擁有神秘色彩的一族人，他們第一次出現在《極黑之夜：軍團的故事》#1（2009年）裡。
靛光部落的成員都說著一種名為"Nok"的神秘語言
與其他勢力不同的是，靛光部落會雕刻法杖來代替其他軍團的能量提燈。
在《極黑之夜》#5中描繪，靛光部落的建立是靠他們的工作成員，而不是用能量戒指。
燈獸：改宗蛸

#### 能力
靛光能量還能複製其他的色光來使用，要使用另一個軍團的力量，靛光部落的成員就必須在附近。
靛光族人也可以作為電池來幫其他軍團的人充電，但用這種「模擬能量」就無法使出全部的能力，比如綠光戒指吸收後，雖能實體投影出武器和服裝，但卻不能飛行。
靛光戒指會讓佩戴者產生「悲憫」和「同情」的情感，對敵人也是如此。
靛光有能力醫治個人與其他人的痛苦。
可以借用其他戒指的能量，作跨星系的傳送，但這種能力需要很大的功率，因此成員們很謹慎地使用。
- 誓詞：
Tor lorek san, bor nakka mur,
Natromo faan tornek wot ur.
Ter Lantern ker lo Abin Sur,
Taan lek lek nok—Formorrow Sur!

### 紫
在《神秘的星藍石》中得到結論，扎馬倫人(Zamarons)，也就是宇宙守護者的女性分支，她們意識到星藍石的寶石力量太過強大，可以利用它們控制和偽造紫光能量電池和紫光能量戒指，使每名成員都能擁有星藍石的力量。
燈獸：掠奪兽

#### 能力
紫光能量來自於「愛」。
能具現化出武器來，還能變成束縛他人的光繩。
紫光的成員皆為女性，但大多各自行動，能夠對別人展現她們最大的愛。
紫光戒指有一些獨特的能力，比如能將扎馬倫人囚禁的地球人注入紫光能量，然後將其變成星藍石。
哈爾·喬丹的女友卡蘿，就曾經被附身而與哈爾對立。
橙光不能吸收星藍石，星藍石也能夠瞬移逃避攻擊。
- 誓詞：
For hearts long lost and full of fright.
For those alone in Blackest Night.
Accept our ring and join our fight.
Love conquers all...
With Violet Light

### 黑
黑光象徵著「死亡」的力量。
黑光戒指能附身在曾死過的人或屍體上，盜用它們的生前記憶與能力，受到黑死帝的控制並出現在記得它們的人面前。
燈獸：黑死帝

#### 能力
黑光軍團無法從電池中補充能量，要補充就必須吞噬其他軍團的色光能量或吞食活人的心臟來獲得其情感能量才行，這些能量會回傳到黑光中央電池。
因此黑光的成員們常常喜歡說出生前親友們的心事來折磨他們，從而激發他們的情感。
但是超級英雄「白鴿」擁有白光能量，因此黑光戒指無法操控已故的初代白鴿（唐納德·霍爾），也無法傷害二代白鴿（道恩·格蘭傑），而歐西里斯則因為有黑亞當之力的保護，所以被黑光復活後仍然保有自身的意識。
- 誓言：
The Blackest Night falls from the skies.
The darkness grows as all light dies.
We crave your hearts and your demise.
By my Black Hand—The dead shall rise!

### 白
出現在極黑之夜和極白之日，戴上白光戒指的人不會死亡，對黑光也擁有一擊必殺的能力。
燈獸：生命之靈

#### 能力
白光持有者的肉體會擁有不死之身，也擁有瞬間瓦解黑光死屍的力量。理論上白光可以復活所有生命，但凡是白光戒指選中的人，都必須服從「生命之靈」化身的白光意志，並非可以為所欲為。
而白光又被稱為「生命方程式」，代表著每個個體的自由意志，與能奴役所有生物的「反生命方程式」相對
白光擁有無比強大的力量能操控一切，從而讓宇宙遵循命運的軌跡發展。
- 誓詞：
In brightest day there will be light;
To cleanse the soul and set wrongs right;
When darkness falls look to the skies;
A new dawn comes——LET THERE BE LIGHT!

## 其他相關道具和裝置
- 能量提燈

幫戒指充電用的物品，每個軍團的戒指使用者都有一盞。
- 電池

軍團配給戒指使用者的大型電池，能量的來源，一旦遭到破壞，其軍團的能量戒指就會失去力量。

## 外部連結
- Power ring （页面存档备份，存于）